# Lebong Gajah
Lebong Gajah is een bestuurslaag in het regentschap Palembang van de provincie Zuid-Sumatra, Indonesië. Lebong Gajah telt 19.867 inwoners (volkstelling 2010).